# 統一嘉園
統一嘉園是中華人民共和國江蘇省無錫市濱湖區一個已廢棄的景區，也是該省第一個民辦旅遊景區。景區占地面积267亩，建筑面积15524.3平方米。統一嘉園與1994年开工，2001年开园，2005年因破产關門。統一嘉園此後被第一次司法拍賣，最終未有買方接盤而流產。統一嘉園地塊後來相繼由无锡国联集团、无锡尊园置业投资有限公司接管。2018年，无锡尊园置业投资有限公司由於敗訴，下轄的统一嘉园被无锡市滨湖区法院查封，法院派出保安人員接管該地，不過统一嘉园後來在司法拍卖上未能完成交易，法院又撤走保安人員。2019年11月起，統一嘉園淪為三不管狀態，行人可自由出入。2020年4月，雪浪街道大浮社区接管統一嘉園至2023年3月19日。